# Lars Michaelsen
Lars Michaelsen (Kopenhagen, 13 maart 1969) is een in Noorwegen geboren Deens voormalig wielrenner. Hij was een degelijke sprinter, maar kasseienkoersen waren zijn specialiteit. In 1995 won hij Gent-Wevelgem.

## Biografie
Michaelsen, hoewel een Deen, werd geboren in het Noorse Grimstad. Hij presteerde goed in het klassieke voorjaar. Met name in Parijs-Roubaix vond hij zijn gading: hij finishte drie maal bij de eerste tien. In 1995 won hij Gent-Wevelgem toen hij reed bij de Franse wielerploeg Festina. Echter, die editie van de Vlaamse klassieker is vooral bekend geworden omdat de Canadees Steve Bauer van de Amerikaanse Motorola-ploeg op een brede weg rechtdoor tegen een langs het parcours geparkeerde auto knalde en Johan Museeuw en compagnie meenam in zijn crash. 
Voor Michaelsen, die de Italiaan Maurizio Fondriest van de Lampre-ploeg klopte na een 'fotofinish' (én Mario Cipollini), werd Gent-Wevelgem van 1995 de enige grote klassieke zege uit zijn loopbaan. Die begon in 1990 met etappewinst in de Ronde van Zweden. Ook in 1998 kwam hij als TVM-renner dicht bij de zege in Gent-Wevelgem, maar toen sprong Frank Vandenbroucke in de slotkilometer weg uit de kopgroep van drie met daarbij Michaelsen en Nico Mattan, ploegmaat van Vandenbroucke bij Mapei.
Michaelsen reed vijf jaar voor Team CSC van Bjarne Riis, van 2003 tot aan het einde van zijn loopbaan in april 2007. In 2005 won hij de Ronde van Qatar bij CSC. Voordien reed hij voor Festina en de Nederlandse TVM, en tevens voor La Française des Jeux in de begindagen van die ploeg. Zijn belangrijkste zege, na Gent-Wevelgem (als renner van Festina) en de eindzege in de Ronde van Qatar (als renner van Team CSC), behaalde Michaelsen bij de TVM-ploeg met winst in de eerste etappe van de Ronde van Spanje 1997: op Portugees grondgebied van Lissabon naar Estoril. Hij vloerde Claudio Chiappucci en Laurent Jalabert in een pelotonsspurt.
Michaelsen, op dat moment 38 jaar oud, stopte op 15 april 2007 met onmiddellijke ingang als beroepswielrenner. Na zijn geliefkoosde klassieker Parijs-Roubaix waarin hij Team CSC-ploegmaat Stuart O'Grady nog aan de zege hielp, hoewel hij de race niet uitreed. Na zijn actieve loopbaan werd Michaelsen ploegleider.
Tot en met 2018 was Michaelsen ploegleider bij het Kazachse Astana. Toen werd Michaelsen door zijn werkgever Astana ontslagen en kreeg daarbovenop nog eens een boete van de internationale wielerbond UCI omdat hij vanwege roekeloos rijgedrag een seingever bijna omver had gereden tijdens de Ronde van Yorkshire.

## Palmares
1990
- 5e etappe deel B Ronde van Zweden

1994
- Parijs-Bourges

1995
- Gent-Wevelgem

1997
- ?e etappe Ronde van Burgos
- 1e etappe Vuelta a España

1999
- 7e - Dwars door België, Waregem
- 16e - Omloop Het Volk, Lokeren (klassieker)
- 20e - Kuurne-Brussel-Kuurne

2000
- ?e etappe Ronde van Denemarken
- GP Rik van Steenbergen
- 2e etappe 4-daagse van Duinkerken
- 2e etappe Hessen Rundfahrt

2004
- CSC Invitational

2005
- 3e etappe Ronde van Qatar
- Eindklassement Ronde van Qatar

## Resultaten in voornaamste wedstrijden
| Jaar | Ronde van Italië | Ronde van Frankrijk | Ronde van Spanje |
| ---- | ---------------- | ------------------- | ---------------- |
| 1994 |                  |                     |                  |
| 1995 |                  | buiten tijd         |                  |
| 1996 |                  |                     |                  |
| 1997 |                  |                     | 71e (1)          |
| 1998 |                  | uitgesloten (**)    |                  |
| 1999 |                  | 116e                |                  |
| 2000 |                  |                     |                  |
| 2001 |                  |                     | opgave           |
| 2002 | 112e             |                     |                  |
| 2004 |                  |                     |                  |
| 2005 |                  |                     |                  |
| 2007 |                  |                     |                  |

| Jaar | Milaan-San Remo | Gent-Wevelgem | Ronde van Vlaanderen | Parijs-Roubaix | Dwars door Vlaanderen | Kuurne-Brussel-Kuurne | Parijs-Brussel |  | WK op de weg |  | Wereldranglijsten |
| ---- | --------------- | ------------- | -------------------- | -------------- | --------------------- | --------------------- | -------------- |  | ------------ |  | ----------------- |
| 1994 |                 |               |                      |                |                       |                       | 74e            |  |              |  |                   |
| 1995 | 152e            | Goud          | 23e                  | 30e            |                       | 6e                    | 10e            |  |              |  |                   |
| 1996 | 86e             | 4e            | 34e                  | 51e            | 6e                    | 11e                   | 7e             |  |              |  |                   |
| 1997 | 16e             |               |                      |                | 4e                    |                       |                |  | 22e          |  |                   |
| 1998 | 45e             | Zilver        | 33e                  | 29e            | 8e                    |                       |                |  |              |  |                   |
| 1999 | 30e             | 18e           | 10e                  | 10e            | 7e                    | 20e                   |                |  |              |  |                   |
| 2000 | 42e             | 11e           | 64e                  | 22e            | Brons                 | 9e                    | 9e             |  |              |  |                   |
| 2001 | 171e            | 25e           | 72e                  |                | 14e                   |                       |                |  |              |  |                   |
| 2002 | 80e             |               | 13e                  | 5e             | 8e                    | 4e                    | 7e             |  | 12e          |  |                   |
| 2004 | 160e            |               | 62e                  | 23e            | 37e                   |                       | 32e            |  |              |  |                   |
| 2005 |                 | 23e           | 37e                  | 5e             | 22e                   |                       |                |  |              |  | 85e (UPT)         |
| 2007 |                 |               |                      |                | 9e                    |                       |                |  |              |  |                   |

## Ploegen
- 1994 - Catavana-A.S. Corbeil
- 1995 - Festina-Lotus
- 1996 - Festina-Lotus
- 1997 - TVM-Farm Frites
- 1998 - TVM-Farm Frites
- 1999 - La Française des Jeux
- 2000 - La Française des Jeux
- 2001 - Team Coast
- 2002 - Team Coast
- 2003 - Team CSC
- 2004 - Team CSC
- 2005 - Team CSC
- 2006 - Team CSC
- 2007 - Team CSC

Wielerploegen van Lars Michaelsen
Arenas ·
Boscardin ·
Brochard ·
Chiotti ·
Dufaux ·
Goubert ·
Halgand ·
Henry ·
Hervé ·
Hodge ·
Jeker ·
Laukka ·
Martin ·
Michaelsen ·
Moreau ·
Plaza ·
Robin ·
Tebaldi ·
Teyssier · 
Torres · 
Virenque ·
Gougot (stagiair) ·
Vifian (stagiair) 
Arenas ·
Bassons ·
Boscardin ·
Brochard ·
Chiotti ·
Dufaux ·
García ·
Goubert ·
Halgand ·
Hernández ·
Hervé ·
Hodge ·
Jeker ·
Laukka ·
Lebreton ·
Magnien ·
Martin ·
Michaelsen ·
Moreau ·
Plaza ·
Robin ·
Tebaldi ·
Virenque ·
Barbier (stagiair) ·
Vifian (stagiair) 
Andersson ·
Blijlevens ·
Capiot ·
de Jongh ·
de Koning ·
den Bakker ·
Dubbeldam ·
Hamburger · 
Hoffman · 
Ivanov ·
Kjærgaard ·
Knaven ·  
Michaelsen ·
Pétilleau ·
Redant (tot 30/04) ·
Roux · 
Skibby ·
van der Steen ·
Van Dyck ·
Van Petegem ·
Voskamp · 
Asmaker (stagiair) ·
van Kessel (stagiair) ·
Vries (stagiair)
Andersson ·
Asmaker ·
Blijlevens ·
Capiot ·
de Jongh ·
Dubbeldam ·
Hoffman · 
Ivanov ·
Knaven ·  
Lafis ·
Larsen ·
Michaelsen ·
Møller ·
Oesjakov ·
Roux · 
Van Bondt ·
van der Ven ·
Van Dyck ·
van Kessel ·
Van Petegem ·
Voskamp · 
Vries
Bassons ·
Bouyer ·
Casper ·
D'Hont ·
Guesdon ·
Heulot ·
Horner ·
Jan ·
Ledanois ·
Magnien ·
McGee ·
Mengin ·
Michaelsen ·
Morin ·
D. Nazon ·
J-P. Nazon ·
Perque ·
Robin ·
Saugrain ·
Sciandri ·
Tessier ·
Vogondy ·
Bodo (stagiair) ·
Casar (stagiair) ·
Lhuiller (stagiair) 
Casar ·
Casper ·
D'Hont ·
Fritsch ·
Guesdon ·
Guidi ·
Gwiazdowski ·
Heulot ·
Høj ·
Jan ·
Ledanois ·
Magnien ·
McGee ·
Mengin ·
Michaelsen ·
Montgomery ·
Nazon ·
Perque ·
Saugrain ·
Schnider ·
Tessier ·
Vogondy ·
Bodo (stagiair) ·
Kern (stagiair) ·
Lhuiller (stagiair) 
Adamsson ·
Aebersold ·
Becke ·
Brand ·
Christensen ·
Escartín ·
Garmendia ·
Gianetti ·
Giebelmann ·
Gritsoen ·
Henrix ·
Høj ·
Huser ·
Meier ·
Michaelsen ·
Mutschler · 
Phillips ·
Ronellenfitsch ·
Rund ·
Schweda ·
Sjantir ·
Urban ·
von Kleinsorgen ·
Zülle
Adamsson ·
Aebersold ·
Becke ·
Beltrán ·
Casero ·
Christensen ·
Escartín ·
Garmendia ·
Gianetti ·
Guidi ·
Henrix ·
Hernández ·
Høj ·
Huser ·
Korff ·
Lara ·
Michaelsen ·
Pérez · 
Plaza ·
Radochla ·
Rund ·
Schweda ·
Sjantir ·
Urban ·
von Kleinsorgen ·
Wilhelms ·
Zülle
Blaudzun · 
Bruun Eriksen ·
Calvente ·
Christensen ·
Dean ·
Hamilton ·
Hoffman ·
Jalabert ·
Kristensen ·
Luttenberger ·
Madsen ·
Michaelsen · 
Peron ·
Piil ·
Piziks ·
Sandstød ·
Sastre ·
Schleck ·
Sørensen · 
Tafi ·
Van Bondt ·
Van Hyfte ·
Arroyo (stagiair) ·
Knudsen (stagiair) ·
Urtasun (stagiair)
Arvesen ·
Bartoli ·
Basso ·
Blaudzun · 
Bruun Eriksen ·
Calvente ·
Christensen ·
Guidi ·
Goesev ·
Hoffman ·
Høj ·
Jaksche ·
Julich ·
Luttenberger ·
Madsen ·
Michaelsen · 
Peron ·
Piil ·
Sandstød ·
Sastre ·
F. Schleck ·
Sciandri (tot 20/05) ·
Sørensen · 
Vandborg ·
Voigt ·
A. Schleck (stagiair) 
Arvesen ·
Bak ·
Basso ·
Blaudzun · 
Breschel ·
Bruun Eriksen ·
Calvente ·
Gerdemann ·
Guidi (tot 15/02) ·
Goesev ·
Hoffman (tot 15/07) ·
Johansen ·
Julich ·
Lombardi ·
Luttenberger ·
Michaelsen · 
Müller ·
Peron ·
Piil ·
Roberts ·
Sastre ·
A. Schleck ·
F. Schleck ·
N. Sørensen · 
Vandborg ·
Vande Velde ·
Voigt ·
Zabriskie ·
Klostergaard (stagiair) ·
C. A. Sørensen (stagiair) 
Arvesen ·
Bak ·
Basso ·
Blaudzun · 
Breschel ·
Cancellara   ·
Cuesta ·
Hoestov ·
Johansen ·
Julich ·
Klostergaard ·
Kroon ·
Ljungqvist ·
Lombardi ·
Luttenberger ·
Michaelsen · 
Müller ·
O'Grady ·
Pedersen ·
Peron ·
Piil ·
Roberts ·
Sastre ·
A. Schleck ·
F. Schleck ·
Sørensen · 
Vandborg ·
Vande Velde ·
Voigt ·
Zabriskie
Arvesen · Bak · Blaudzun · Breschel · Cancellara     · Cuesta · Goss · Haedo · Hoestov · Johansen · Julich · Klostergaard · Kolobnev · Kroon · Ljungqvist · Lund · Michaelsen (tot 15/04) · O'Grady · Pedersen · Roberts · Sastre · A. Schleck · F. Schleck · C. A. Sørensen · N. Sørensen · Vande Velde · Voigt · Zabriskie